# Aristone d'Alessandria
Aristone d'Alessandria (in greco Ἀρίστων ; fl. I secolo a.C.) è stato un filosofo greco antico vissuto nella prima metà del I secolo a.C..

## Biografia
Fece parte dell'Accademia platonica e fu discepolo di Antioco di Ascalona filosofo eclettico che lo portò ad aderire alla scuola peripatetica.
Simplicio lo indica spesso come autore di un commento alle Categorie di Aristotele e probabilmente, è opera di Aristone l'artificioso aumento delle forme dei sillogismi citati dallo pseudo Apuleio.
Fu autore di un'opera sul Nilo. Eudoro, un suo contemporaneo, scrisse sullo stesso argomento e i due libri, secondo Strabone, erano così simili da non potersi distinguere per cui i due autori si accusavano l'un l'altro di plagio. Strabone propendeva a credere che quello di Aristone fosse l'originale, ma riteneva anche probabile che i due avessero attinto alle stesse fonti.